# Буринда
Буринда — упразднённый железнодорожный блокпост (тип населённого пункта) в Сковородинском районе Амурской области России. На момент упразднения входил в состав Талданского сельсовета. В 2003 году исключен из учётных данных.

## География
Располагался в горной таёжной местности вблизи истока реки Буринда 2-я, на перегоне Свободный — Сковородино, на расстоянии примерно 13,5 километра (по прямой) к северо-востоку от села Талдан.

## История
По данным 1926 года на разъезде Буринда имелось 12 хозяйств и проживало 34 человек (22 мужчины и 12 женщин). В национальном составе населения преобладали русские. В административном отношении входила в состав Талданского сельсовета Рухловского района Зейского округа Дальневосточного края.
Законом Амурской области от 29 апреля 2003 года № 212-ОЗ, железнодорожный блокпост Буринда исключена из учётных данных.

## Население
| 2002 |
| ---- |
| 0    |